# Чотири ясени (заказник)
Чоти́ри Я́сени — орнітологічний заказник місцевого значення в Україні. Розташований на території Калуського району Івано-Франківської області, на захід від міста Болехів.
Площа 1,8 га. Статус отриманий 2004 року. Перебуває у віданні ДП «Болехівський держлісгосп» (Болехівське лісництво, кв. 50, вид. 33).